# Омниканалност
Омниканалност је неологизам која описује пословну стратегију. Према Frost & Sullivan-у омниканалност се дефинише као "беспрекорно и без напора пружање висококвалитетног корисничког искуства које се одвија унутар и између различитих канала комуникације".

## Историја
"Омнис" на латинском значи "сваки/све" и у овом контексту сугерише интеграцију свих физичких канала (офлајн) и дигиталних канала (онлине) како би се понудило јединствено корисничко искуство.
Напор да се канали усагласе има дугу историју у свим тржишним секторима. Напори попут респонзивног дизајна веб страница обично су били фокусирани на унутрашњу ефикасност, доследност форматирања и једноставно елиминисање дуплицирања канала. С повећањем броја канала, потенцијал за испрекидан доживљај при преласку или раду с више канала се повећавао. Канали попут мобилних уређаја, мобилног веба, мобилних апликација, проширене реалности, виртуелне реалности и чет-ботова користе се уз традиционалне физичке канале и канале засноване на људској интеракцији. То ствара комплексну матрицу могућих начина на које појединац може ступити у интеракцију с организацијом и њеном понудом.
Продаја, до раних 1990-их, била је или физичка продавница или продаја путем каталога где се поручивало путем поште или телефоном. Продаја путем поште датира од времена када је британски предузетник Праис Праис-Џоунс основао прву модерну продају путем поште 1861. године, продајући велшки фланел.
Омниканалност датира од 2003. кад је Бест Бај користила стратегију оријентисану на купце како би се такмичила са Волмартом. Компанија је створила приступ који се фокусирао на купца како у продавници тако и онлајн, пружајући подршку након продаје. Омниканалност је скована као облик "сложене трговине" и проширила се на индустрије здравства и финансијских услуга.

### Финансије
Омниканално банкарство развијено је као одговор на популарност дигиталних банкарских трансакција путем банкомата, веб страница и мобилних апликација. Најпопуларнији делови омниканалног банкарства укључују интеграцију канала без губитака, прилагођавање канала за индивидуалне потребе корисника и промовисање других опција канала. Банке спроводе дубока истраживања о својим корисницима како би изградиле односе и повећале профитабилност.

### Малородаја
Стратегије омниканалне продаје представљају проширење онога што је раније било познато као мултиканална продаја. Појава дигиталних технологија, друштвених медија и мобилних уређаја довела је до значајних промена у малопродајном окружењу и пружила прилике трговцима да редизајнирају своје маркетиншке и производне стратегије. Један од изазова с којима се трговци суочавају због повећања канала јесте пружање персонализованог искуства за купце. Другим речима, у малопродаји, омниканални маркетинг је постао познат као "хиперперсонализација". Још један изазов је праћење понашања корисника како онлајн, тако и у физичким продавницама, опција која постаје могућа коришћењем вештачке интелигенције.
Купци често траже информације у физичкој продавници, а истовремено добијају додатне информације путем својих мобилних уређаја о понудама и могућим бољим ценама. Низ функција, попут табела величина, једноставне политике поврата робе и доставе истог дана, су подстакле електронску трговину и промовисале омниканалну куповину.
Трговци који користе омниканалне стратегије интегришу традиционалне методе масовног оглашавања са новим интерактивним каналима. Веб странице, понуде путем електронске поште, поруке на друштвеним медијима и физичке продавнице приказују исте поруке, понуде и производе. Концепт омниканалности не само да проширује спектар канала, већ такође обухвата потребе, комуникацију и интеракције између купаца, брендова и трговаца.

## Разлика између омниканалне и мултиканалне стратегије
Кључна разлика између омниканалног и мултиканалног приступа јесте ниво интеграције. Мултиканални приступ обично се сматра неинтегрираним начином приступа купцима и управљања инвентаром, док омниканалност захтева кохерентну и потпуну интеграцију инвентара. Све више организација схвата предности интегрисања различитих канала усвајањем омниканалног приступа. Границе између канала обично нестају у омниканалном окружењу, пружајући купцу доследно искуство бренда без обзира на канал који користе.

## Кључна решења
У свету омниканалности, оглашавање на екранима, претраживачи, друштвени медији, веб странице, е-пошта и мобилни маркетинг могу се сматрати независним каналима, јер сваки може промовисати једносмерну или двосмерну комуникацију. Трговци требају пронаћи начине да интегришу своје онлајн и офлајн канале како би избегли одвојене кампање. Очекује се да ће купци прелазити између канала и уређаја те се препоручује одржавање промоције на свим каналима и тачкама додира с купцима.
Да би се прилагодили концепту омниканалности, трговци требају разумети понашање купаца. Конкретно, елементе који би могли мотивисати купца да донесе одлуке о куповини и канале куповине купаца, које се односе на њихов начин живота, време посвећено куповини и удаљеност од продавнице. Користећи омниканални маркетинг, трговци могу пружити прецизно циљане подстицаје путем дигиталних и мобилних промоција.
Омниканална стратегија такође омогућава брендовима и компанијама да пооштре контролу над добављачима и оптимизују свој инвентар производа преко бројних продајних канала, осигуравајући да се оптимални нивои залиха налазе на свакој локацији и да су канали ажурирани с информацијама о залихама.